# 익스포즈 (영화)
《익스포즈》(영어: Exposed)는 2016년 공개된 미국의 영화이다.

## 줄거리
뉴욕 경찰국 소속 형사 갈반은 파트너인 조이 컬렌 형사의 사망 사건을 수사한다. 이 미스터리한 사건은 경찰의 은폐 시도와 한 젊은 여성과 관련된 위험한 비밀로 이어진다. 처음에는 관련이 없어 보이는 두 개의 병렬적인 스토리가 두 개의 분리된 도시 세계에서 점차 전개되면서, 젊은 여성 이사벨 데 라 크루즈가 형사의 죽음에 어떤 식으로든 연루되어 있는 것으로 드러난다.
컬렌 형사는 타락하고 부패한 인물이었다. 그의 동료들은 그의 죽음에 대한 수사가 이러한 사실을 밝혀낼 것을 우려한다. 그 결과는 경찰에 대한 나쁜 평판과 그의 가족을 위한 연금 손실을 초래할 것이다. 이러한 우려는 사건의 주요 용의자 중 한 명이 컬렌 형사에 의해 빗자루로 성폭행당했다고 알려진 젊은 전과자라는 사실에 근거한다. 경찰서 내 상급자들은 관련된 모든 사람들에게 판도라의 상자를 여는 것보다 살인자를 그냥 두는 것을 선호한다.
한편, 이사벨의 사적인 세계에서 그녀는 엘리사라는 어린 소녀와 친구가 된다. 이사벨은 엘리사가 집에서 아버지에게 학대당하고 있다고 의심한다. 그녀는 또한 거리에서 보기 시작한 이상한 존재들이 천사들이라고 믿는다. 따라서 그녀는 자신의 신비롭고 "불가능한" 임신이 아무도 믿으려 하지 않는 하느님으로부터의 선물이라고 생각한다. 이사벨은 부모님 집으로 돌아가 살게 된다. 엘리사가 이사벨의 아버지가 자신을 해쳤다고 말하자, 이사벨의 마음속에는 몇 년 전 자신의 아버지에 의한 성추행에 대한 기억이 갑자기 떠오른다. 이사벨의 모든 묻혔던 기억들이 갑자기 이미지의 눈사태처럼 쏟아져 나온다. 사실, 이사벨의 "천사들"은 그녀 자신의 마음이 만들어낸 환상이었다. 그녀는 "환상"이 시작된 밤 지하철 승강장에서 컬렌 형사에게 강간당했던 참을 수 없는 트라우마 기억을 대체할 허구적인 이야기를 동반하기 위해 그들을 만들어냈다. 그녀는 또한 그 후 방심한 그를 붙잡고 분노에 휩싸여 그를 죽인 기억을 억압했다.
기억과 엘리사의 울음에 대한 반응으로 이사벨은 엘리사를 보호하기 위해 아버지를 살해한다. 갈반 형사는 살인 현장으로 파견된다. 갈반이 이사벨 가족의 오래된 사진을 보다가 엘리사 또한 이사벨의 마음이 만들어낸 환상임이 밝혀진다. 상상의 소녀는 사실 어린 시절의 이사벨이었다. 결국 이사벨이 일어난 모든 일을 받아들일 힘을 달라고 교회에서 기도할 때 엘리사는 사라진다.

## 출연
- 키아누 리브스 : 스코티 역
- 아나 데 아르마스 : 이사벨 역
- 미라 소르비노 : 재닌 컬런 역
- 크리스토퍼 맥도날드 : 골웨이 중위 역
- 로라 고메즈 : 에바 역
- 빅 대디 케인 : 조나단 역
- 대니 호치 : 조이 역
- 이스마엘 크루즈 코르도바 : 호세 역
- 앤드류 폴크 : 마틴 힘멜 역
- 셜리 로에카 : 데이케어 역
- 레오폴드 맨스웰 : 윌리스 역
- 넬슨 랜드리우 : 루카 역
- 파블로 곤잘레스 : 먼치 역
- 샌디 테자다 : 예세니아 역
- 피터 콘보이 : 경찰 역
- 브리안느 버크슨 : 판매원 역

## 같이 보기
- 해리성 장애
- 해리성 둔주